# Obing
Obing település Németországban, azon belül Bajorországban. Lakosainak száma 4560 fő (2023. december 31.).

## Népesség
A település népessége az elmúlt években az alábbi módon változott:
| Lakosok száma | 1113 | 2465 | 2961 | 3226 | 4000 | 4066 | 4156 | 4212 | 4347 | 4560 |
|               | 1875 | 1950 | 1975 | 1987 | 2012 | 2014 | 2016 | 2017 | 2021 | 2023 |

## Fekvése
Trostbergtől nyugatra fekvő település.

## Története

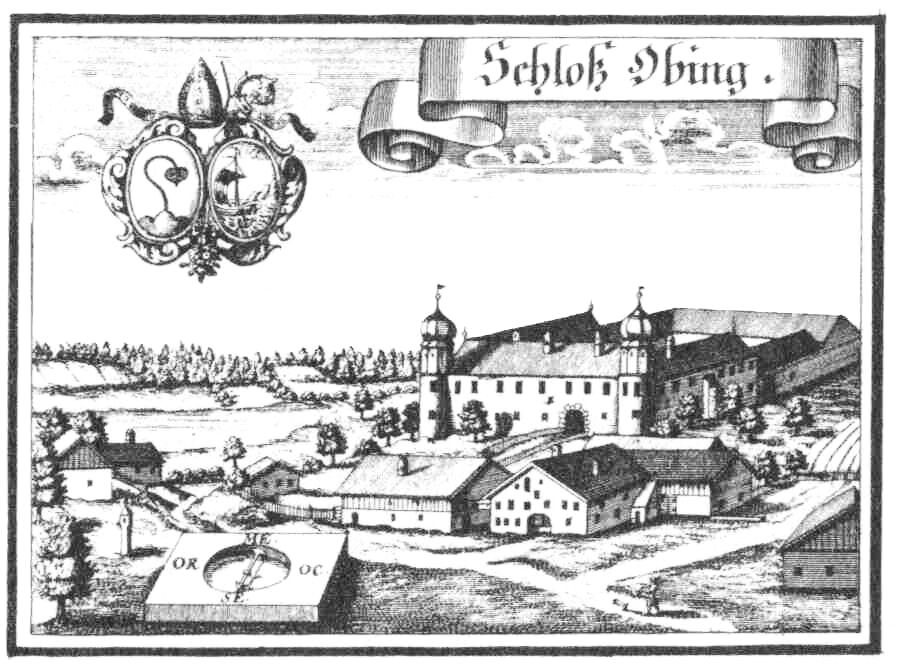

Az itt talált leletek szerint már a kőkorszakban is lakott hely lehetett. Később a kelta Hallstatt időszakban utak vezettek át a településen, melyeken sót és borostyánt szállítottak.Hasonlóképpen több egymást keresztező római út nyomait is felfedezték itt, majd a rómaiak után s hunok és bajorok is megtelepedtek itt.
Az Obingban feltárt ókeresztény sír és a település éről ókeresztény védőszentjéről Szent Laurentiusról következtetni lehet a korai küldetésre, mely szerint már 994-ben létezett egy alapító kolostor is az 1195-ben épült plébánia helyén. 1491-ben szentelték fel a gótikus stílusban újonnan épült Szent Laurentius plébániatemplomot, melyet 1868-1871 között bővítettek.

## Nevezetességek
- Pfarrkirche St. Laurentius plébániatemplom - A templom eredetije 1491-ben épült. Újgótikus stílusban készült oltárán az ismeretlen Radebeni mester három szobra is látható.

## Galéria

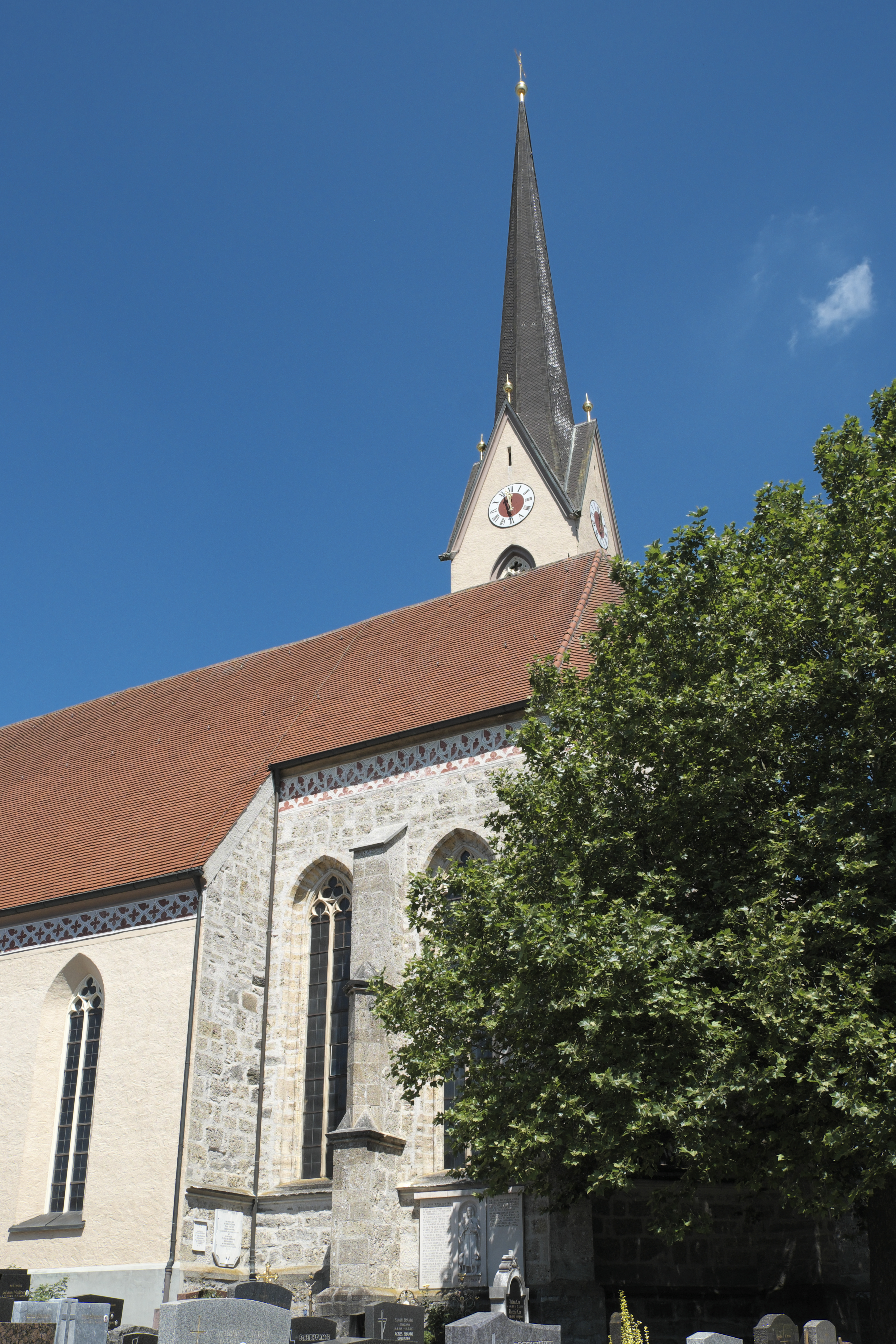
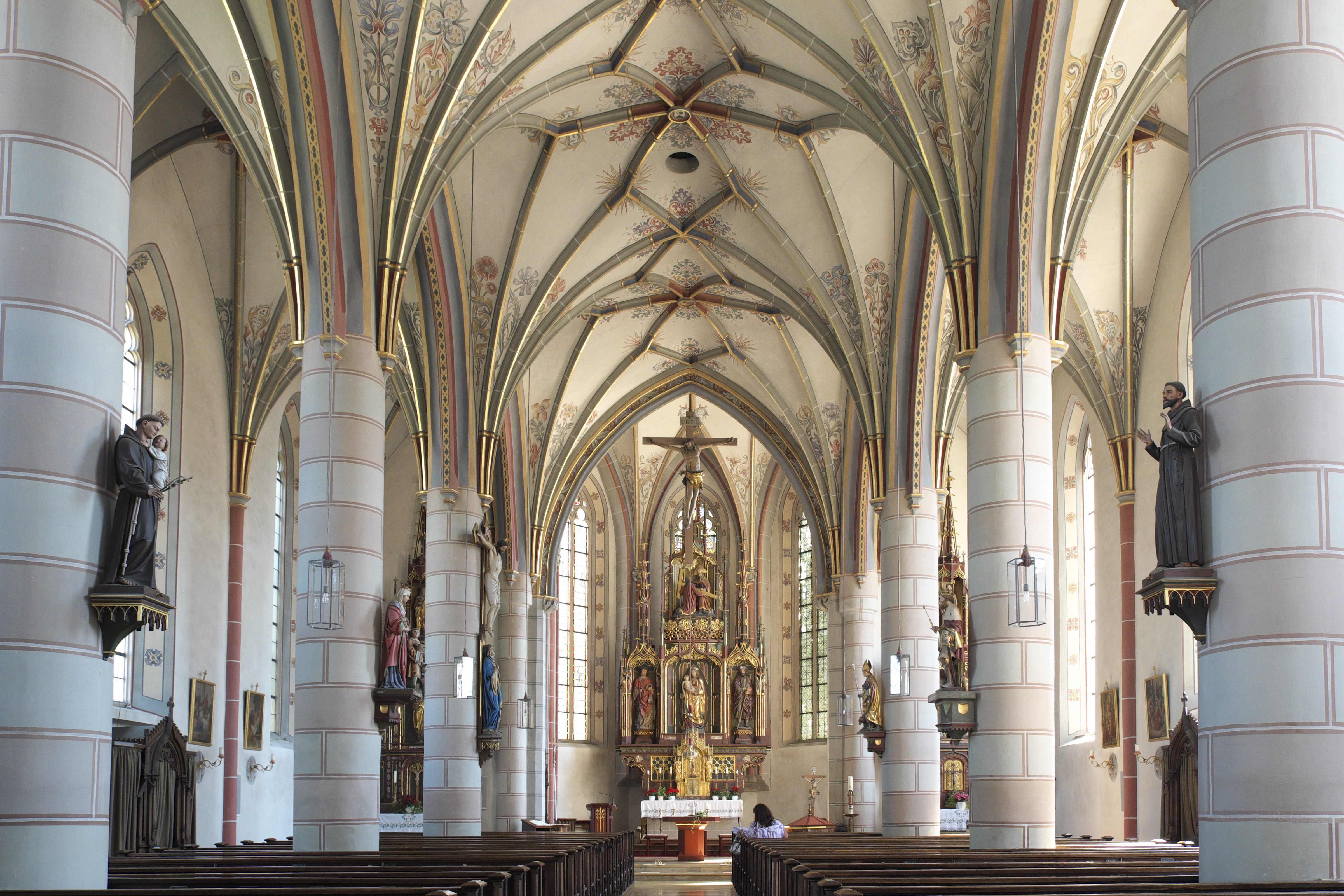
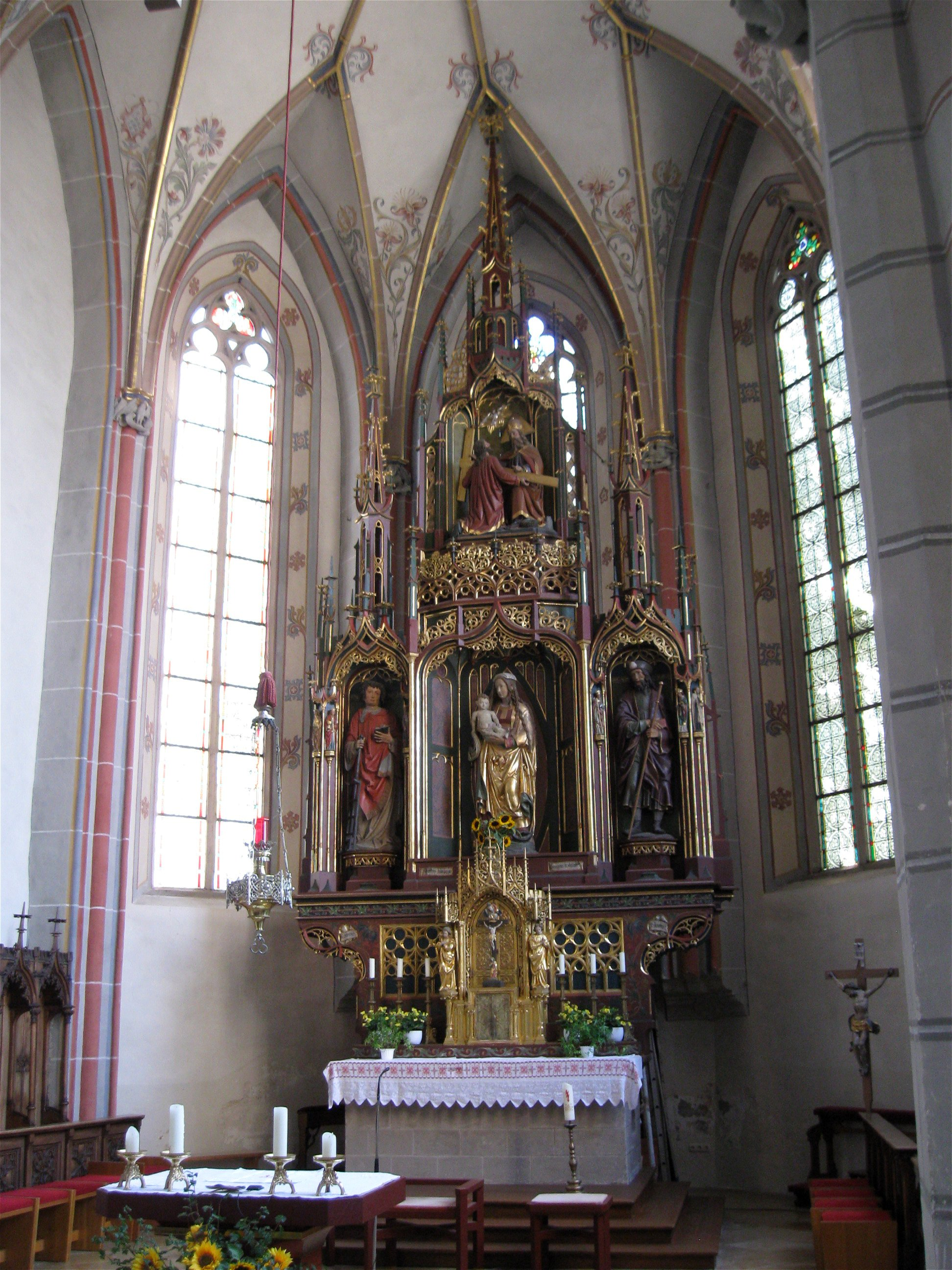
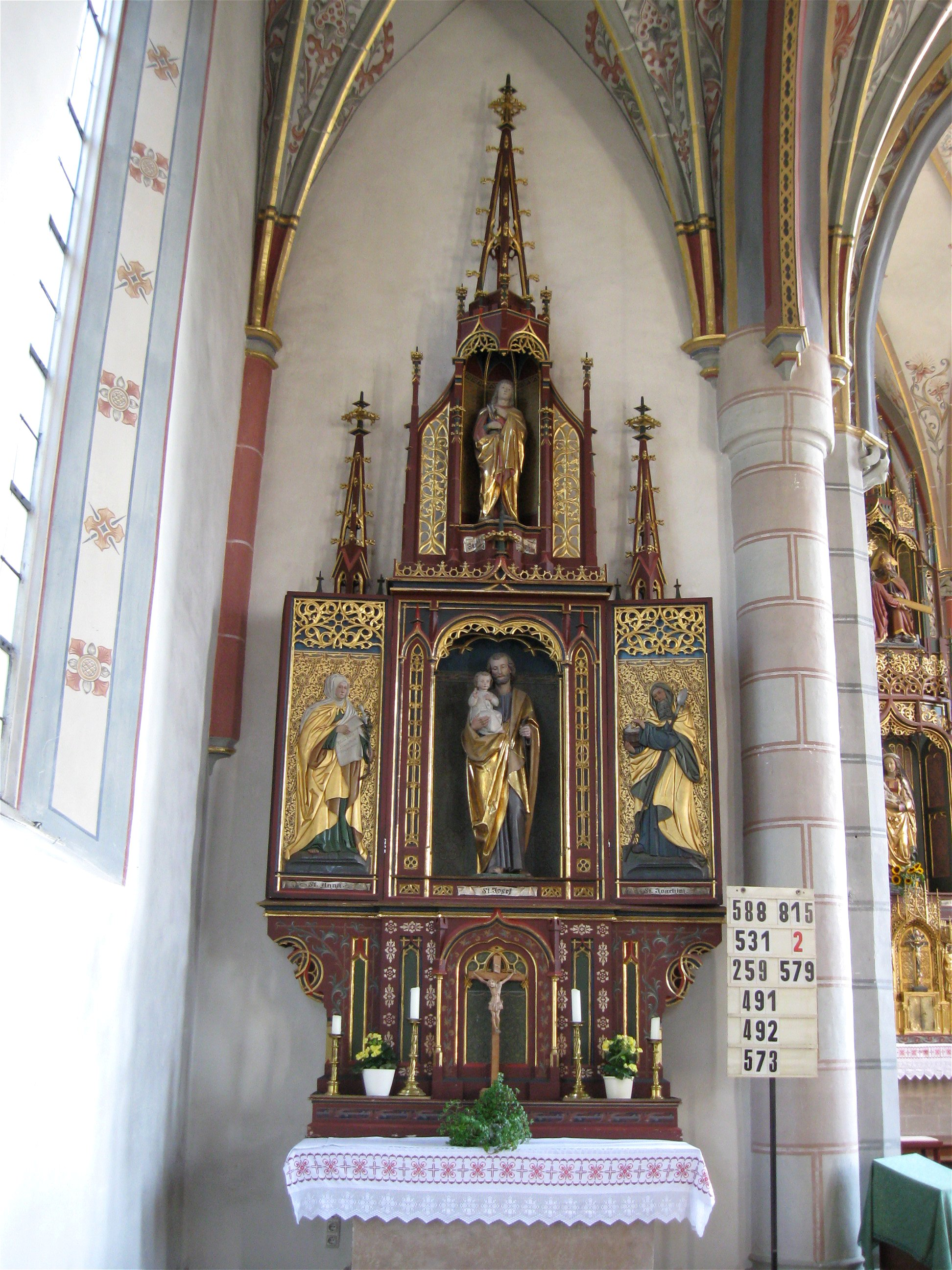
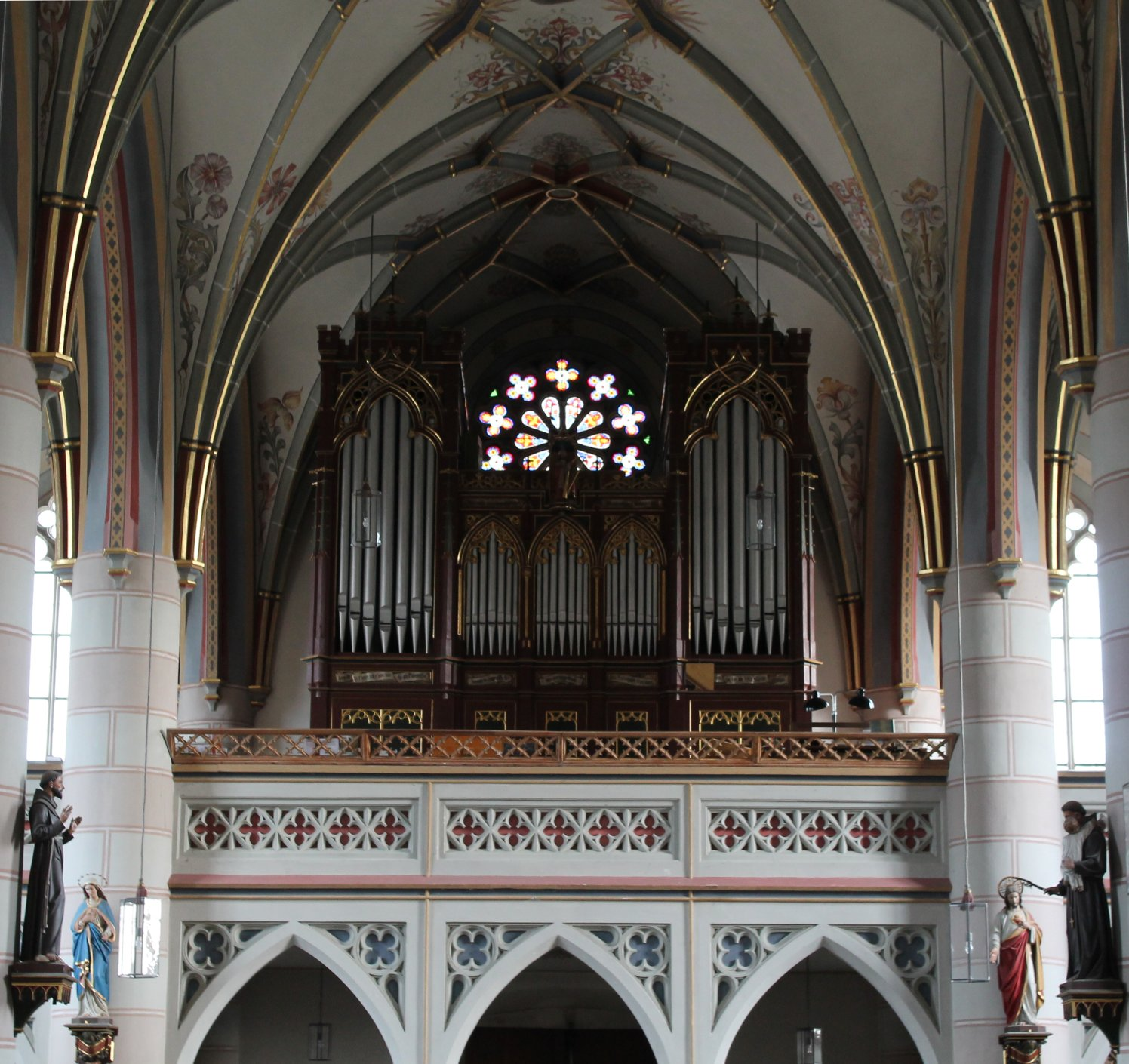
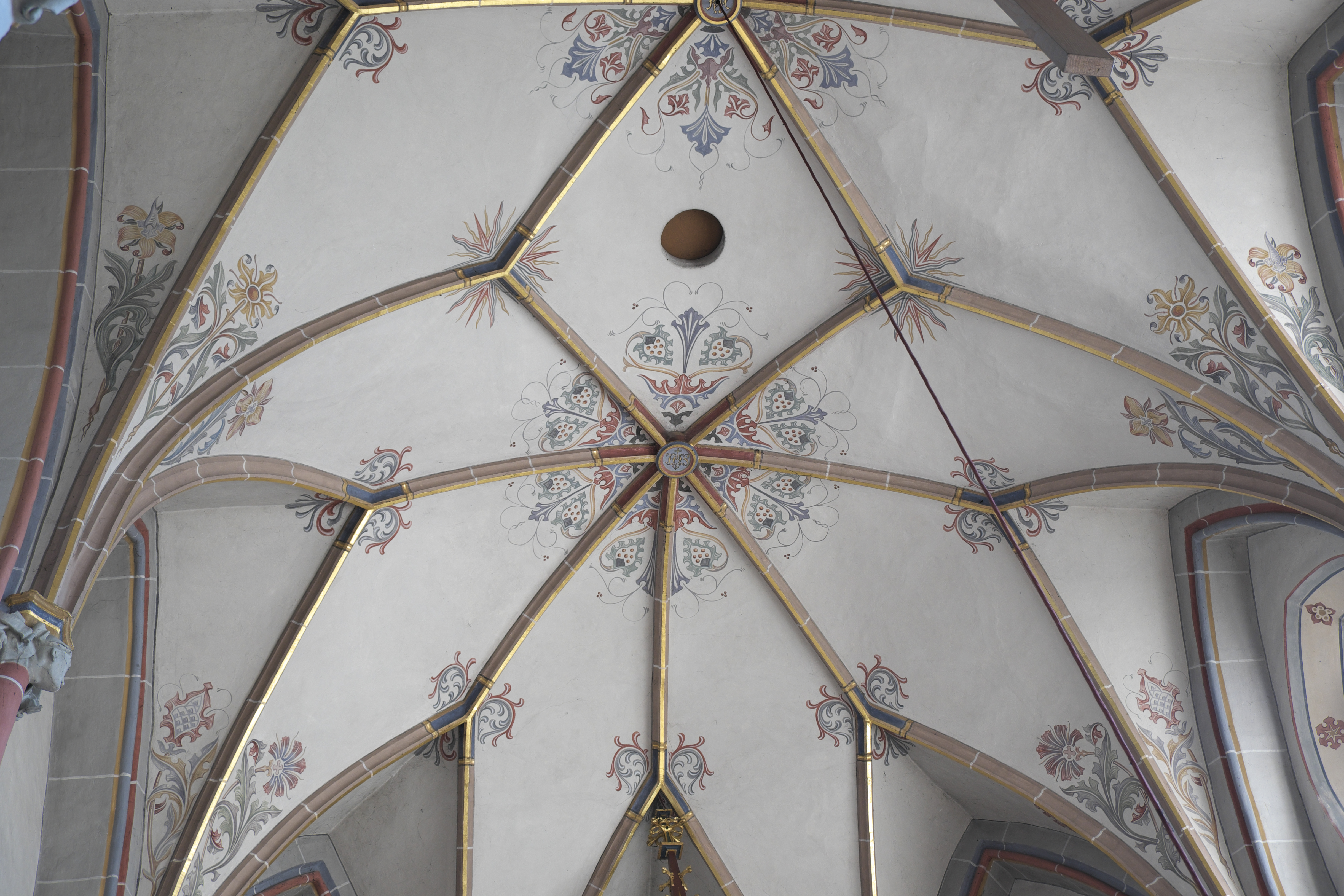
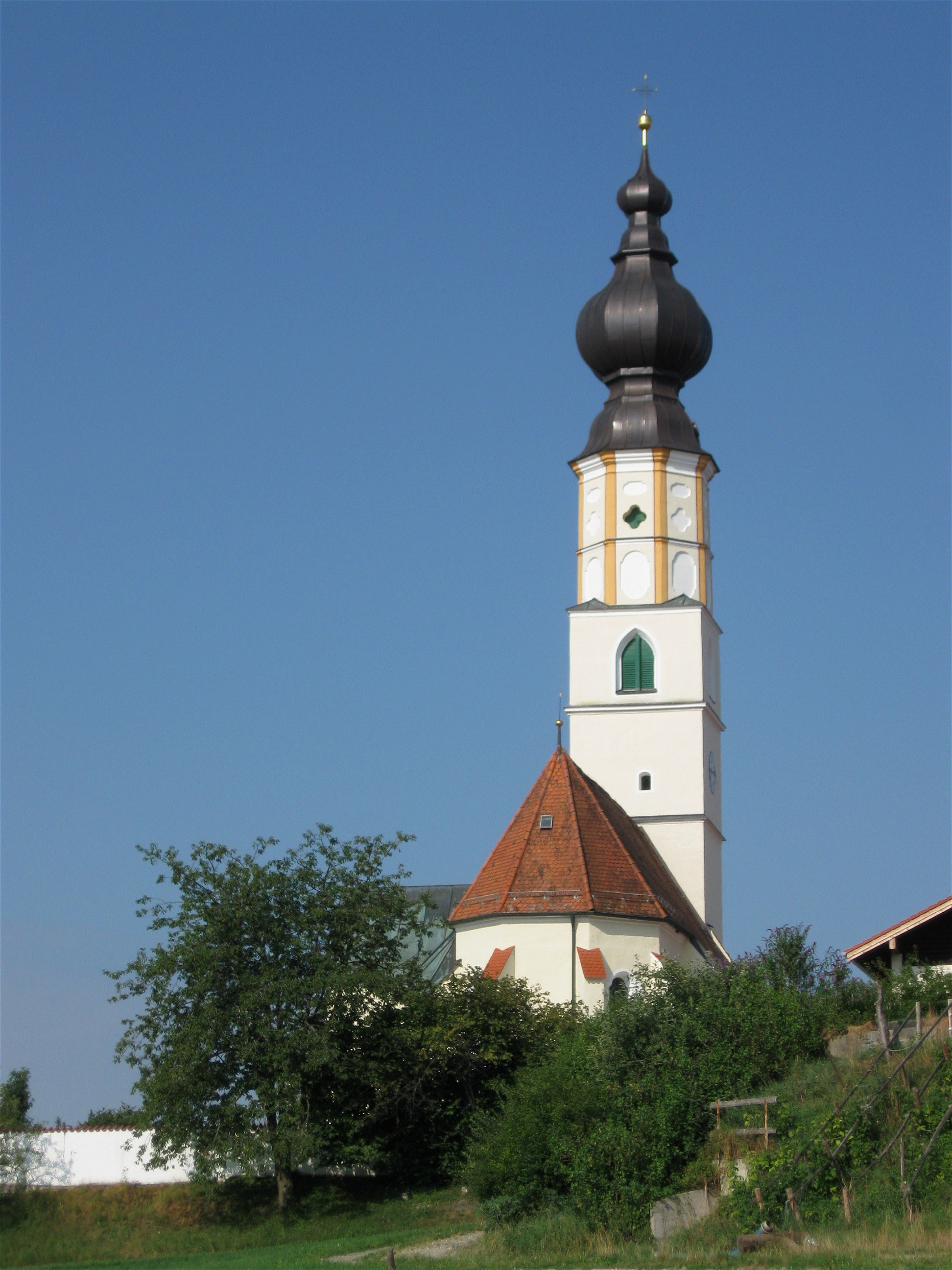
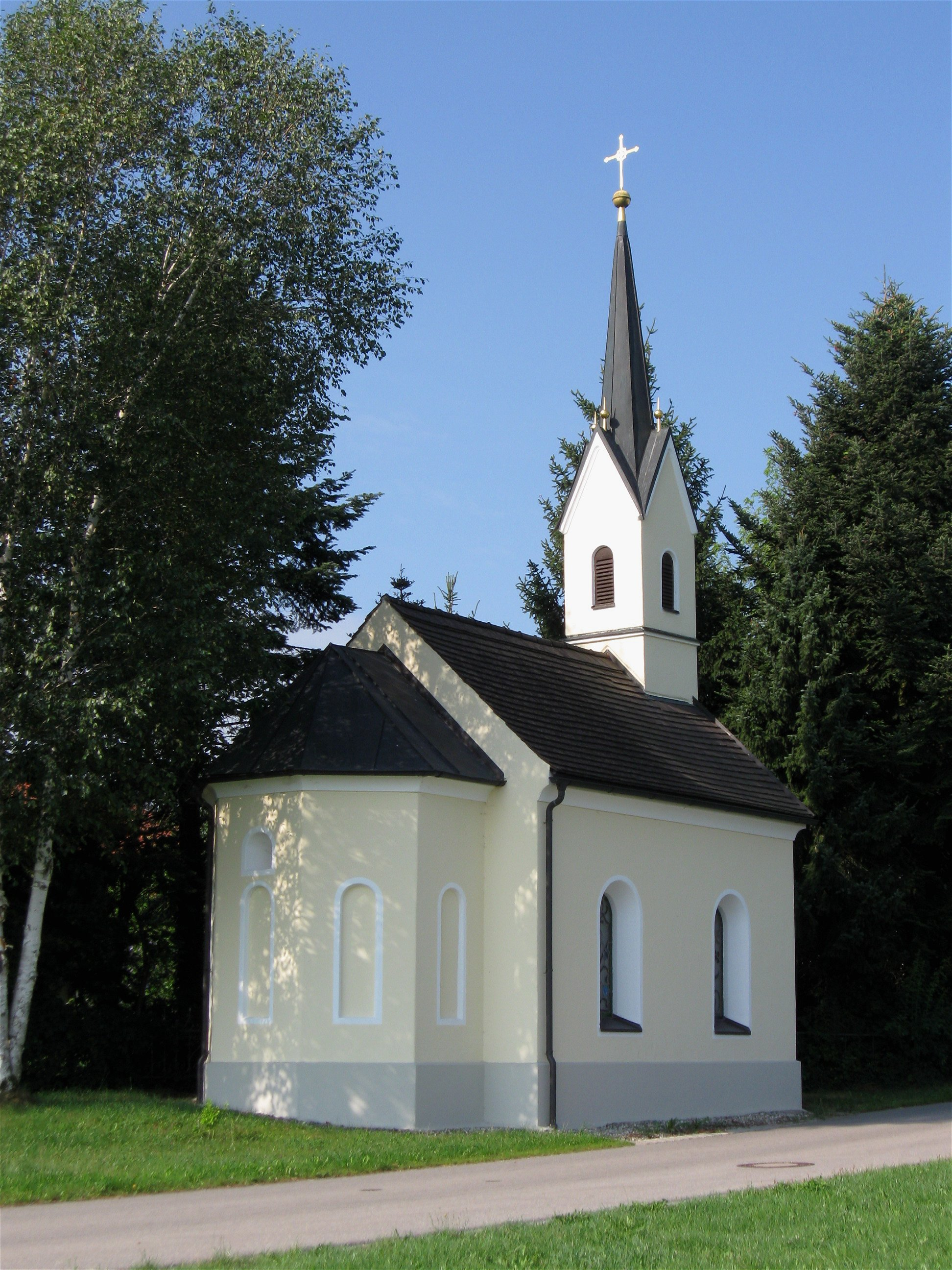